# Тайны Чёрных джунглей
Тайны чёрных джунглей — первый роман из цикла «Пираты Малайзии», созданный самым известным итальянским писателем приключенческих романов Эмилио Сальгари.

## Публикации
Впервые опубликован в начале 1887 года под названием «Душители Ганга» в приложении к журналу Il Telegrafo. В 1895 роман вышел отдельным изданием под современным названием генуэзским издателем Антонио Донотом.

## Сюжет
Действие романа происходит в 1857 году в Британской Индии. Здесь, в опасных Тёмных джунглях охотник Тремаль-Найк решает построить свой дом. Несколько лет он спокойно живёт вдали от мира, пока в джунглях не начинают происходить странные вещи. Со своим верным слугой Каммамури герой отправляется вглубь джунглей.
Однажды вечером Тремаль-Найк среди кустов муссенды встретил прекрасную девушку. Между молодыми людьми зажглась любовь. Но девушка жила в подземельях Раймангала, где сектанты укрывались от правительства Бенгалии и приносили человеческие жертвы своему божеству…

## Экранизации
- 1953 — «Тайны тёмных джунглей» режиссёров Джан-Паоло Каллегари и Ральфа Мёрфи; Италия, США[3].
- 1954 — «Месть тунгов» режиссёра Джан-Паоло Каллегари; Италия[4].
- 1965 — «Тайны тёмных джунглей» режиссёра Луиджи Капуано; Италия, Монако, Германия[5].
- 1991 — мини-сериал «Тайны тёмных джунглей» режиссёра Кевина Коннора; Италия, Франция, Германия, Австрия, Испания[6].